# Furps
FURPS è un acronimo mnemonico per la definizione dei requisiti di software di vario genere e sta a significare:
- Functionality = Funzionalità (Capacità di fornire le funzioni richieste)
- Usability = Usabilità (Facilità d'uso dell'utenza finale)
- Reliability = Attendibilità (Gestione degli errori e dei crash)
- Performance = Prestazioni
- Supportability = Supportabilità (Capacità di garantire assistenza e mantenimento)

All'acronimo si può aggiungere anche un "+" finale, (FURPS+) che indica i requisiti secondari e/o complementari come il linguaggio informatico da usare, o le questioni legali da affrontare...